# 竺培基
竺培基（1900年—1970年），中华民国高级将领，中华民国陆军少将军衔。浙江奉化人。

## 家族
生于大清宁波府奉化县（今宁波市奉化区）大阜头竺时高房。是蒋中正的外甥。蒋中正妹蒋瑞莲嫁入竺家，夫竺芝珊，有子竺培风。竺芝珊有胞兄竺芝馨， 竺芝馨之子即为竺培基。竺培基之母为汪日章之姐。

## 生平
早年就读于宁波工业专门学校。蒋中正二次革命追随孙中山赴广州，孙中山命蒋筹办黄埔军校。1925年，蒋保举竺入读黄埔军校学习深造。毕业于黄埔军校第三期步兵科。后又先后毕业于中央训练团党政班，陆军大学乙级班第六期。
黄埔军校毕业后，先后担任黄埔军校校长办公厅服务员，警卫队副官，国民革命军总司令部警卫连排长、副连长。曾参与蒋中正发起的讨伐陈炯明叛变的“东征”和统一中国的“北伐”。
1928年起，先后担任任陆海空军总司令部宪兵团营长，宪兵司令部作训科长。
1932年起，先后担任国民政府军事委员会委员长侍从室内卫组长（副组长施觉民），中央宪兵学校教官，中央宪兵第四团副团长等职务。担任蒋的侍卫官时，与王世和共事。1936年12月4日，曾与蒋孝镇同参与震惊中外的“西安事变”。
日本侵华战争爆发之后，先后担任武汉卫戍司令部内卫团团长，中央宪兵第四团少将团长，重庆警备司令部警卫处长。
抗日战争胜利后，于1948年5月出任中华民国总统府侍卫室副侍卫长。1948年9月22日，获颁中华民国陆军少将军衔。
国共内战失利后，于1949年举家迁往台湾。出任中华民国总统府军务局警卫副处长。1956年，退役。1970年，因病逝世于台北。

## 荣誉
- 三等云麾勋章（1946年1月11日批准[7]）